# Hans-Arnold Metzger
Hans-Arnold Metzger (Stuttgart (Baden-Württemberg), 5 de desembre, 1913 - Esslingen am Neckar (Baden-Württemberg), 2 d'abril, 1977), va ser un músic d'església alemany, organista, compositor i educador musical.
Hans Arnold Metzger va estudiar orgue i cor amb Hermann Keller a la "Musikhochschule Stuttgart" i amb Karl Straube, Carl Adolf Martienssen, Kurt Thomas i Johann Nepomuk David a la "Musikhochschule Leipzig".
Va treballar com a dependent a Eisleben i Heilbronn. Es va convertir en director de música de l'Església a St. Dionys a Esslingen així com professor, i des de 1945 director de l'Escola de Música de l'Església d'Esslingen. També va treballar a l'Escola Superior de Música de l'Estat de Stuttgart: com a professor d'història de la música eclesiàstica evangèlica i d'orgue artístic, més tard també com a cap del departament de música eclesiàstica evangèlica. Va ser fundador i líder de la Oratory Society a Esslingen.
Contribucions a la música d'església evangèlica que va publicar sobretot als diaris de Württemberg per a la música d'església.